# Военно-воздушные силы Кыргызстана
Силы воздушной обороны Киргизской Республики, неофициально Военно-воздушные силы Кыргызской республики (кирг. Кыргыз Республикасынын Абадан коргонуу күчтөрү) — один из видов Вооружённых сил Киргизии, в составе Министерство обороны Кыргызстана.

## История
ВВС Киргизии были созданы в начале 1990-х годов на основе соединений и частей Среднеазиатского военного округа Советской Армии, дислоцировавшихся на территории Киргизской ССР.
В условиях экономического кризиса 1990-х годов было принято решение о сокращении ВВС, часть авиатехники была законсервирована или продана (по официальным данным правительства Киргизии в Регистр ООН по обычным вооружениям, в 2003 году четыре МиГ-21УМ были проданы в Румынию).
29 апреля 2014 года Россия подарила вооружённым силам Киргизии два вертолёта Ми-8МТ.
В августе 2017 года по программе военной помощи из РФ вооружённые силы Киргизии получили два транспортных самолёта Ан-26 и наземное оборудование для их обслуживания и эксплуатации.
В апреле 2019 года Россия передала 2 вертолëта Ми-8МТ и радиолокационные станции П-18В.
В ходе состоявшегося 24-25 февраля 2021 года визита президента Киргизии Садыра Жапарова в РФ была достигнута договорëнность о поставках Бишкеку зенитных ракетных систем С-300 и беспилотников. По состоянию на 22 апреля 2022 года системы С-300 ещё не были получены.
Президент Кыргызстана 18 декабря 2021 года осмотрел прибывшие ударные дроны БЛА Bayraktar-TB2. Но, дроны были переданы Погранслужбе Кыргызской Республике.
19 октября 2022 года Министр обороны КР заявил о приобретении в Белоруссии ЗРК «Печора-2БМ». Министр заявил, что Киргизия принимает меры по закрытию неба над Баткенской областью.
17 января 2024 года на окраине Бишкека при выполнении учебно-тренировочного полёта разбился вертолёт Ми-8.

## Современное состояние

### Структура
- Командование СВО ВС КР (г. Бишкек)
- 5-я гвардейская отдельная зенитная ракетная бригада (г. Бишкек)
- 75565 батальон (г Озгон)
- 44-й отдельный радиотехнический батальон (п. Григорьевка)
- Авиационная база «Фрунзе-1» (г. Бишкек)
- Центральный командный пункт СВО (г. Бишкек)

### Техника и вооружение
| Техника и вооружение ВВС Киргизии по состоянию на 2025 год | Техника и вооружение ВВС Киргизии по состоянию на 2025 год | Техника и вооружение ВВС Киргизии по состоянию на 2025 год | Техника и вооружение ВВС Киргизии по состоянию на 2025 год | Техника и вооружение ВВС Киргизии по состоянию на 2025 год | Техника и вооружение ВВС Киргизии по состоянию на 2025 год |
| Тип                                                        | Изображение                                                | Производство                                               | Назначение                                                 | Количество                                                 | Примечания                                                 |
| Самолёты                                                   | Самолёты                                                   | Самолёты                                                   | Самолёты                                                   | Самолёты                                                   | Самолёты                                                   |
| ---------------------------------------------------------- | ---------------------------------------------------------- | ---------------------------------------------------------- | ---------------------------------------------------------- | ---------------------------------------------------------- | ---------------------------------------------------------- |
| АН-26                                                      |                                                            | СССР                                                       | Военно-транспортный                                        | 2                                                          |                                                            |
| Л-39                                                       |                                                            | СССР                                                       | Учебно-боевой                                              | 4                                                          |                                                            |
| АН-2                                                       |                                                            | СССР                                                       | Военно-транспортный                                        | 4                                                          |                                                            |
| Вертолёты                                                  |                                                            |                                                            |                                                            |                                                            |                                                            |
| Ми-8                                                       |                                                            | СССР                                                       | Многоцелевой                                               | 11                                                         | 3 Ми-8МТ 8 Ми-8                                            |
| Ми-24Д                                                     |                                                            | СССР                                                       | Ударный                                                    | 2                                                          |                                                            |
| Ми-17В5                                                    |                                                            | Россия                                                     | Многоцелевой                                               | 2                                                          |                                                            |
| ПВО                                                        |                                                            |                                                            |                                                            |                                                            |                                                            |
| С-75М3                                                     |                                                            | СССР                                                       | ЗРК                                                        | 6                                                          |                                                            |
| С-125 «Печора-2БМ»                                         |                                                            | Беларусь                                                   | ЗРК                                                        | 1-дивизион                                                 |                                                            |
| С-125М1                                                    |                                                            | СССР                                                       | ЗРК                                                        | 8                                                          |                                                            |